# Eduard Spiegelberg
Eduard Spiegelberg (geboren 1837; gestorben 1. Januar 1910) war ein in Hannover tätiger Bankier, Philanthrop und Stifter. Er wurde posthum einer der Namensgeber der Eduard und Antonie Spiegelberg-Stiftung sowie der in England angesiedelten Stiftung Eduard-and-Antonie-Spiegelberg-Bed zur Behandlung und Erforschung von Krebserkrankungen.

## Leben

### Familie
Eduard Spiegelberg entstammte der jüdischen Familie Spiegelberg. Er war der Sohn des in Hameln tätigen Tierarztes Joseph Spiegelberg und dessen Gattin Henriette, Tochter des hannoverschen Bankiers Ephraim Meyer.
Spiegelberg heiratete Antonie Dux (1846–1902), die aus einer Tuchhändler-Familie in Hildesheim stammte. Als zweiten von vier Söhnen bekam das Ehepaar den Sohn  Wilhelm Spiegelberg (1879–1930), der später Ägyptologe wurde. Weitere Söhne waren der später in England lebende Georg Spiegelberg sowie der nach Schicksalsschlägen Anfang der 1920er Jahre freiwillig aus dem Leben geschiedene Sohn Erich. Moritz Spiegelberg heiratete Gertrud Oppenheim, den „letzten Sprößling der alten berühmten Familie Oppenheim.“
Spiegelberg war der Großvater der Medizinerin Antonie Spiegelberg.

### Leben
Spiegelberg war Seniorpartner des in Hannover zeitweilig führenden Bankhauses Ephraim Meyer & Sohn.
Spiegelberg und viele weitere namhafte Kollegen seiner Branche waren in der Gründerzeit involviert in die aktienmäßig offenbar falsch berechneten Wert der im Herzogtum Braunschweig agierende Eisenbahnwagen-Bauanstalt, vormals Friedrich Deicke.
Er und seine Familie galten als „bildungsorientiert“ und zur Zeit des Deutschen Kaiserreichs „als ausgesprochen wohlhabend und dem Allgemeinwohl verpflichtet.“ So spendete Spiegelberg beispielsweise 1907 anlässlich seines 70. Geburtstages „eine beträchtliche Summe“ für den Bau des Jüdischen Krankenhauses, an dessen Verwaltung er sich dann viele Jahre engagierte, und beteiligte sich an der Finanzierung für den Bau des Neuen Rathauses.
Spiegelberg lebte mit seiner Familie in einem imposanten Haus mit großem Wintergarten unter der Adresse Kurze Straße 2, seinerzeit ein Wohngebiet der eher begüterten Hannoveraner. In dem im Victorianischen Stil eingerichteten Gebäude Eduard Spiegelbergs lebten auch dessen Nichte Mary Burn, sehr energische Haushälterinnen, ein Diener und ein bissiger Dackel.
Eduard Spiegelberg galt als „Grandseigneur“ in der Geschäftswelt. Dennoch lehnte er – anders als andere seiner Geschäftspartner – den oftmals an als „distinguished businessman“ bezeichnete Geschäftsleute verliehenen Titel als „Kommerzienrat“ ab.
Spiegelberg erlag ebenso wie seine acht Jahre zuvor verstorbene Ehefrau einer Krebserkrankung.

## Eduard-and-Antonie-Spiegelberg-Bed
Spiegelbergs seit 1892 in England lebender Sohn Georg stiftete zum Andenken an seine Eltern wie auch zur Erforschung der Krebskrankheiten einem in Manchester betriebenen Krankenhaus das sogenannte „Eduard-and-Antonie-Spiegelberg-Bed“, verbunden mit einer erheblichen Summe Geldes zur Behandlung von Krebspatienten.

## Eduard und Antonie Spiegelberg-Stiftung
Die Eduard und Antonie Spiegelberg-Stiftung wurde per „Allerhöchsten Erlaß“ durch Kaiser Wilhelm II. vom 7. November 1910 genehmigt. Die Zinsen der mit 200.000 Mark Kapital ausgestatteten Stiftung sollten Bedürftigen sowohl christlichen als auch jüdischen Glaubens in der Stadt Hannover sowie in der damals preußischen Provinz Hannover oder dort auch anderen gemeinnützigen Zwecken zugutekommen. Noch im Jahr 1925 wurde die Stiftung durch den Vorstandsvorsitzenden Bankier John Spiegelberg, den Bankier und Geheimen Kommerzienrat Emil L. Meyer als Schatzmeister, den Senator und Justizrat a. D. Siegmund Meyer als Schriftführer geleitet sowie durch den in München tätigen Professor Wilhelm Spiegelberg und den in Berlin tätigen Mediziner Erich Spiegelberg.

## Archivalien
Archivalien von und über die Familie von Eduard Spiegelberg finden sich beispielsweise
- beim Leo Baeck Institut. Center for Jewish History in der deutschsprachigen Sammlung unter dem englischsprachigen Titel Spiegelberg Family Collection[7]